# Фотоелектронна спектроскопия
Фотоелектронна спектроскопия, също фотоемисионна спектроскопия, е метод за изследване на строежа на веществото, при който на анализ се подлага енергийният спектър на електроните, избити при фотоелектричен ефект (фотоелектронна емисия). На български език е известен и със съкращението РФС (Рентгенова фотоелектронна спектроскопия) (на английски: X-ray photoelectron spectroscopy, XPS)
Според уравнението на Айнщайн за фотоефекта сумата от енергията на свързване на излитащия електрон (отделителната му работа) и кинетическата му енергия е равна на енергията на падащия фотон hν (тук h е константа на Планк, ν – честота на падащото излъчване). По спектъра на излитащите електрони може да се определят техните енергетични нива в свързано състояние във веществото. Като падащо излъчване се използва монохроматично рентгеново или ултравиолетово излъчване с енергия на фотоните от десетки хиляди до десетки електронволта, съответстващо на дължини на вълните от части до стотици нанометра). Спектърът на фотоелектроните се изследва с електронни спектрометри с висока разделителна способност (до десети от електронволта в рентгеновата област и до стотни от електронволта в ултравиолетовата област). Методът е приложим към вещества в газообразна, течна и твърда фаза и позволява да се изследват както външните, така и вътрешните електронни обвивки на атомите и молекулите, енергийните нива на електроните в твърдо тяло (в частност, разпределението на електроните в зоната на проводимост). При молекулите енергията на връзка на електроните във вътрешните обвивки на атомите зависят от типа на химичната връзка и затова фотоелектронната спектроскопия се прилага успешно в аналитичната химия.
За откриването на рентгеновата фотоелектронна спектроскопия през 1981 г. Кай Сигбан е удостоен с Нобелова награда за физика. В химията методът е известен под името ЕСХА – електронна спектроскопия за химичен анализ (на английски: electronic spectroscopy for chemical analysis, ESCA).